# Wireless Transport Layer Security
Wireless Transport Layer Security (WTLS) est un composant du protocole WAP. Il se situe entre les couches WTP et WDP de la pile de communication de WAP.

## Généralités
WTLS est dérivé de TLS. WTLS utilise une sémantique similaire adaptée aux appareils à faible bande passante. Les principales différences sont les suivantes :
- structure de donnes compressée — où la taille des paquets est réduite en utilisant des techniques de troncation de redondances et d'éléments cryptographiques.
- un nouveau format de certificat — WTLS définit un format de certificat compressé. Il suit largement les principes de la structure de certificat X.509 v3, tout en utilisant des structures de données plus petites.
- architecturé autour des paquets — TLS est construit pour une utilisation à travers un flux de données. WTLS adapte ce schéma pour le rendre plus approprié à un réseau transportant des paquets. Une grande partie de son architecture repose sur la condition qu'il est possible d'utiliser un réseau de paquets comme le réseau SMS, pour le transport de données.

WTLS a été remplacé par dans le standard WAP 2.0 par la spécification End-to-end Transport Layer Security.

## Sécurité
WTLS utilise des algorithmes de la cryptographie moderne et, communément à TLS, permet des communications chiffrées entre un client et un serveur.

### Algorithmes
Une liste incomplète…
- Échange de clé et Signature
  - RSA
  - Cryptographie sur les courbes elliptiques
- Chiffrement symétrique
  - DES
  - Triple DES
  - RC5
- Fonctions de hachage
  - MD5
  - SHA-1

### Critiques sur la sécurité
- Chiffrement, déchiffrement par la passerelle — dans l'architecture WAP, le contenu est stocké côté serveur sous forme WML non compressée (un DTD XML). Ce contenu est récupéré par la passerelle via une requête HTTP et compressé en WBXML. Afin d'y parvenir, la passerelle doit pouvoir supporter le WML en clair, donc même si le chiffrement est présent entre le client et la passerelle (grâce à WTLS) et entre la passerelle et le serveur initial (grâce à HTTPS), la passerelle se comporte comme un « homme du milieu ». Cette architecture avec passerelle sert de nombreux objectifs : transcodage entre HTML et WML ; le contenu fournisseur n'a pas besoin d'implémenter la compression WBXML ; supprime la confiance reposant sur les DNS.
- Digest truncation — les messages de résumé HMAC sont tronqués pour réduire les transmissions ; cela réduit l'efficacité théorique du HMAC, réduisant potentiellement l'intégrité des données.
- modifications inappropriées — WTLS est sensiblement différent de TLS et il n'est pas certain que les changements apportés à WTLS n'ont pas, d'une certaine façon, rendu plus faible sa sécurité. Le nouveau format de certificat par exemple est sujet à caution pour certaines utilisations auxquelles un certificat devrait normalement répondre.